# Tân Dương, Thủy Nguyên
Tân Dương là một xã thuộc huyện Thủy Nguyên, thành phố Hải Phòng, Việt Nam.

## Địa lý
Xã Tân Dương nằm ở phía nam huyện Thủy Nguyên, có vị trí địa lý:
- Phía đông giáp xã Dương Quan
- Phía tây giáp xã Hoa Động
- Phía nam giáp quận Hồng Bàng
- Phía bắc giáp xã Thủy Sơn.

Xã Tân Dương có diện tích 4,60 km², dân số năm 2022 là 11.615 người, mật độ dân số đạt 2.525 người/km².

## Lịch sử
Trước năm 1901, địa bàn xã Tân Dương thuộc làng Lỗi Dương.
Năm 1901, thành lập làng Tân Dương trên cơ sở một phần diện tích tự nhiên và dân số của xã Lỗi Dương.
Năm 1956, thành lập xã Tân Dương trên cơ sở làng Tân Dương.
Ngày 27 tháng 10 năm 1962, Quốc hội ban hành Nghị quyết về việc sáp nhập tỉnh Kiến An vào thành phố Hải Phòng. Khi đó, xã Tân Dương thuộc huyện Thủy Nguyên, thành phố Hải Phòng.
Ngày 20 tháng 7 năm 2022, HĐND TP. Hải Phòng ban hành Nghị quyết số 26/NQ-HĐND về việc sáp nhập 4 thôn: 5, Bến Bính A, Bến Bính B, Bến Bính C vào Thôn 4B.